# The Car
Albums de Arctic Monkeys
Tranquility Base Hotel and Casino
(2018)
Singles
1. There'd Better Be a Mirrorball
Sortie : 30 août 2022
2. Body Paint
Sortie : 29 septembre 2022
3. I Ain't Quite Where I Think I Am
Sortie : 18 octobre 2022

The Car est le septième album studio du groupe britannique de rock indépendant Arctic Monkeys. L'album a été annoncé le 24 août 2022 et sa sortie est prévue le 21 octobre 2022 sur le label Domino Records. Le jour précédent son annonce, le groupe a présenté un nouveau morceau intitulé I Ain't Quite Where I Think I Am lors de leur concert au festival Zurich Openair.
L'album est produit par le collaborateur de longue date James Ford.

## Enregistrement
En mai 2022, le batteur du groupe, Matt Helders, a déclaré que ce nouvel album serait dans la continuité musicale du précédent et que le groupe ne produirait plus de musique similaire à R U Mine?.
En août 2021, Peter Harrison, le cuisinier du Butley Priory dans le Suffolk, lieu d'enregistrement de l'album, a publié une photo de lui avec le groupe sur son compte Instagram. Plusieurs heures plus tard, une capture d'écran du site Web de Butler Priory, confirmant que le groupe y avait enregistré en juin et juillet, est également devenue virale, mais a été rapidement supprimée.
The Car a été enregistré principalement en 2021 au Butley Priory dans le Suffolk, à La Frette à Paris et aux RAK Studios à Londres.

## Promotion
L'album a été annoncé le 24 août 2022 et a été dévoilé le 21 octobre de la même année. Le premier single de l'album, There'd Better Be a Mirrorball est sorti avec un clip vidéo d'accompagnement le 30 août 2022. Le single Body Paint est lui aussi sorti avec un clip vidéo d'accompagnement le 29 septembre 2022 après avoir été diffusé sur la Radio 1 de la BBC,. Le groupe se produit dans l'émission The Tonight Show Starring Jimmy Fallon le soir même et présente Body Paint en live,. Le 18 octobre 2022, le groupe poste en ligne un clip du troisième single I Ain't Quite Where I Think I Am filmé au King Theatre de New-York. Le 23 octobre 2022, le concert du groupe donné au King Theatre de New-York est diffusé sur Youtube en accès libre et demeure disponible au visionnage jusqu'au 27 octobre 2022.

## Couverture
La pochette de l'album montre une Toyota Corolla blanche garée seule sur un parking sur un toit de Los Angeles,.

## Réception critique
The Car est très bien reçu par la critique spécialisée qui lui attribue une note moyenne de 84/100.

### En France
Le Monde écrit que « le groupe anglais [Arctic Monkeys] étincelle avec son septième album, aux mélodies obliques et aux orchestrations sinueuses. » L'article propose finalement de considérer The Car comme un « véritable tour de force des Arctic Monkeys [qui] se trouve certainement dans leur volonté de s’émanciper du système de l’industrie musicale. Fini les tubes, chaque album sera désormais concept. Hôtel sur la Lune ou voiture vagabonde, Alex Turner parvient à créer des ambiances singulières, tout en détail et géniales d’harmonies, qui ne se ressemblent pas. » De son côté, RadioFrance écrit que « The Car totalement rutilante et décapotable, trouve Arctic Monkeys dans un nouveau paysage musical somptueusement orchestré, tout en conservant la marque originelle et musicale qui doit beaucoup aux falsettos du chanteur Alex Turner. » Moins enthousiaste, la rédaction de Marianne évoque « un disque de peine-à-jouir. » 

## Liste des titres
Tous les morceaux ont été écrits par Alex Turner, avec Jamie Cook crédité sur Sculptures of Anything Goes et Tom Rowley co-écrivant Jet Skis on the Moat et Mr Schwartz.
| No  | Titre                            | Durée |
| --- | -------------------------------- | ----- |
| 1.  | There'd Better Be a Mirrorball   | 4:25  |
| 2.  | I Ain't Quite Where I Think I Am | 3:11  |
| 3.  | Sculptures of Anything goes      | 3:59  |
| 4.  | Jet Skis on the Moat             | 3:17  |
| 5.  | Body Paint                       | 4:50  |
| 6.  | The Car                          | 3:18  |
| 7.  | Big Ideas                        | 3:57  |
| 8.  | Hello You                        | 4:04  |
| 9.  | Mr Schwartz                      | 3:30  |
| 10. | Perfect Sense                    | 2:47  |